# Joseph Fraenkel (Mediziner)
Joseph Fraenkel (* 4. Juli 1867; † 24. April 1920 in New York City) war ein österreichisch-amerikanischer Neurologe. 

## Leben
Fraenkel studierte Medizin an der Universität Wien, wo er 1889 seinen Abschluss machte. Er entschied gegen eine Konversion zum Christentum und wanderte in die Vereinigten Staaten aus. Dort begann er zunächst in einem Armenviertel zu behandeln. Später bot ihm Jakob Schiff eine Stelle am Montefiori-Hospital an, dessen Leiter er wurde.
1905 und 1906 war er Vorsitzender der New York Neurological Society. Im Jahr 1909 gründete er zusammen mit Joseph Collins das Neurological Institute of New York. Nachdem er dieses verlassen hatte, wurde er erfolgreicher Neuroendokrinologe.
Bei Gustav Mahlers Aufenthalt in New York von Dezember 1907 bis März 1908 lernte er ihn und Alma Mahler kennen. Die Freundschaft festigte sich während des zweiten Aufenthalts in New York, der von November 1909 bis April 1910 dauerte. Nach dem Tod Mahlers im Jahr 1911 kam er nach Wien und machte Alma Mahler einen Heiratsantrag, den sie jedoch ablehnte. Stattdessen heiratete er 1916 Ganna Walska.